# Gemini (Nerone)
Gemini è il terzo album in studio del rapper italiano Nerone, pubblicato il 14 giugno 2019 dall'etichetta Musicast.

## Descrizione
Tutte le tracce sono state prodotte da DJ 2P e Adma.

## Tracce
1. Gemini – 2:38
2. Tre goal – 2:33
3. Canne – 3:11
4. Sul serio (feat. Gemitaiz) – 3:27
5. Piacere, Max! – 2:14
6. Avengers (feat. Ensi, Jake La Furia) – 3:03
7. Hooligans – 2:22
8. Niente gratis (feat. Warez) – 3:12
9. Vieni da me – 3:05
10. Uno fisso (feat. Nex Cassel, Egreen) – 3:25
11. Mezza siga – 2:46
12. Oh Shit! – 2:17
13. Come un Boss – 3:24